# Udo van Meeteren
Udo van Meeteren (* 26. Mai 1926 in Mülheim an der Ruhr; † 8. Januar 2024) war ein deutscher Unternehmer und Kunstmäzen.

## Biografie
Seine Eltern waren der Bankier und Kaufmann Georg (1880–1945) und Olga van Meeteren (1896–1976), eine geborene Weuste. Im Sommer 1926 zog die Familie nach Düsseldorf ins Hofgartenviertel in die Goltsteinstraße 9, wo Udo van Meeteren aufwuchs. Nach dem Abitur mit 17 Jahren am Gymnasium an der Prinz-Georg-Straße (heute das Max-Planck-Gymnasium) studierte er 1944 Maschinenbau und Bergbau an der Technischen Hochschule in Aachen. Der Zweite Weltkrieg unterbrach seinen weiteren Werdegang. Er diente als Funker und geriet in französische Gefangenschaft, aus der er erst 1948 heimkehrte. Nach Praktika in einer Großbank in Hamburg und in den Vereinigten Staaten trat van Meeteren 1952 in den Michel-Konzern (heute Teil der RAG Aktiengesellschaft) ein. Dort wurde er 1956 mit den Stimmen der Arbeitnehmerschaft in den Vorstand der Braunkohlekraftwerk Neurath AG berufen. Es folgten weitere leitende Positionen in der Montanindustrie. Von 1959 bis 1980 war er Kommanditist des Bankhauses Trinkaus & Burkhardt. 
Udo van Meeteren heiratete 1952 Irmel Hecker (1928–2023). Das Paar hatte drei Kinder: Illiana van Meeteren und Corinna von Ullmann. Der Sohn Georg-Michael verunglückte 1979 tödlich.

### Kulturelles Engagement
1980 gründete er zum 100. Geburtstag seines Vaters die gemeinnützige Stiftung van Meeteren, die mit einem Stiftungsvermögen von derzeit rund 75 Millionen Euro soziale und kulturelle Ziele unterstützt. 2013 ermöglichte er das Haus der Universität Düsseldorf durch weitere Geld- und Sachleistungen. 2016 förderte er die Heinrich-Heine-Universität Düsseldorf mit zwei Millionen Euro zur Einrichtung des neuen Masterstudiengangs Kunstvermittlung und Kulturmanagement zum Wintersemester 2016/2017.

## Auszeichnungen
- 1993 Verdienstorden des Landes Nordrhein-Westfalen[10]
- 2001 Auszeichnung mit dem Ehrenring der Landeshauptstadt Düsseldorf
- 2001 Maecenas-Ehrung des Arbeitskreises selbständiger Kultur-Institute e.V. – AsKI
- Seit 2003 Ehrenbürger von Düsseldorf
- 2003 Verleihung der Goldenen Verdienstnadel des Eifelvereins
- Seit 2006 Ehrenmitglied des Eifelvereins Düsseldorf e.V. 1908
- 2006 Verleihung des Bundesverdienstkreuzes 1. Klasse
- 2010 Ehrenmitglied der Alde Düsseldorfer Bürgergesellschaft 1920 e. V.
- 2010 James-Simon-Preis der James-Simon-Stiftung, Preis für vorbildliches, soziales und kulturelles Engagement in Deutschland
- 2013 Deutscher Stifterpreis des Bundesverbandes Deutscher Stiftungen
- 2013 Große Goldene Jan-Wellem-Medaille des Heimatvereins Düsseldorfer Jonges e.V.